# Comendador Gomes
Comendador Gomes là một đô thị thuộc bang Minas Gerais, Brasil. Đô thị này có diện tích 1042,882 km², dân số năm 2007 là 3087 người, mật độ 2,6 người/km².